# 市原市姉崎保健福祉センター
市原市姉崎保健福祉センター（いちはらし あねさきほけんふくしセンター）は、千葉県市原市にある保健福祉施設。愛称は「アネッサ」。地域保健法に基づく保健所を兼ねるものとは異なる。

## 概要
障がい者・高齢者及び児童などの多くの住民が集い、憩い、学びながら地域住民の一体感、共生感を育み、ノーマライゼーション思想の発展を期待し設置された。

## 所在地
〒299-0118 千葉県市原市椎津1131番地

## 機能
地域福祉センター
地域住民及びボランティア等の民間福祉団体の福祉の活動の拠点として、地域住民の福祉の高揚を図る。
老人福祉センター
地域の高齢者が集うことにより、社会的孤立感の解消、身体的及び精神的な負担の軽減を図るとともに健康でより豊かな心で生きがいのある生活ができるよう高齢者福祉の増進を図る。
児童館
児童に健全な遊びを提供し健康の増進及び体力の向上を図るとともに、情操を豊かにすることを目的とし児童福祉の増進を図る。

## 沿革
- 1998年7月3日 - 開所[1]

## 交通

### 鉄道
- 内房線姉ケ崎駅下車[2]

### バス
- あおばす「アネッサ」下車[2]
- 小湊鉄道「砂子」又は「姉崎中学校」下車[2]